# Germán Butze
Germán Butze Olivier est un auteur de bande dessinée mexicain, né le 11 février 1912 à Mexico et décédé en 1974.

## Biographie
Il étudie la peinture et le dessin à l'Académie San Carlos de Mexico, puis sous la direction du peintre Ignacio Rosas, avant de s'orienter vers le graphisme publicitaire.
Ses premières bandes dessinées, Memo Migaja et Pinito Pinole, paraissent au milieu des années 1930, et c'est en 1936 qu'il crée Los Supersabios, série qui paraît quotidiennement dans le diario Novedades, et à laquelle s'ajoute rapidement une planche dominicale. Hormis Pepe el Inquieto, qui paraît dans Pepin, et quelques histoires complètes, Butze se consacre entièrement à Los Supersabios : la série paraît dans les magazines Mujeres y Deportes, Chamaco Grande, Chamaco Chico, et obtient même en 1953 sa propre revue bimestrielle homonyme aux éditions Herrerias, qui devient hebdomadaire au début des années 1970.